# Porti d'Italia

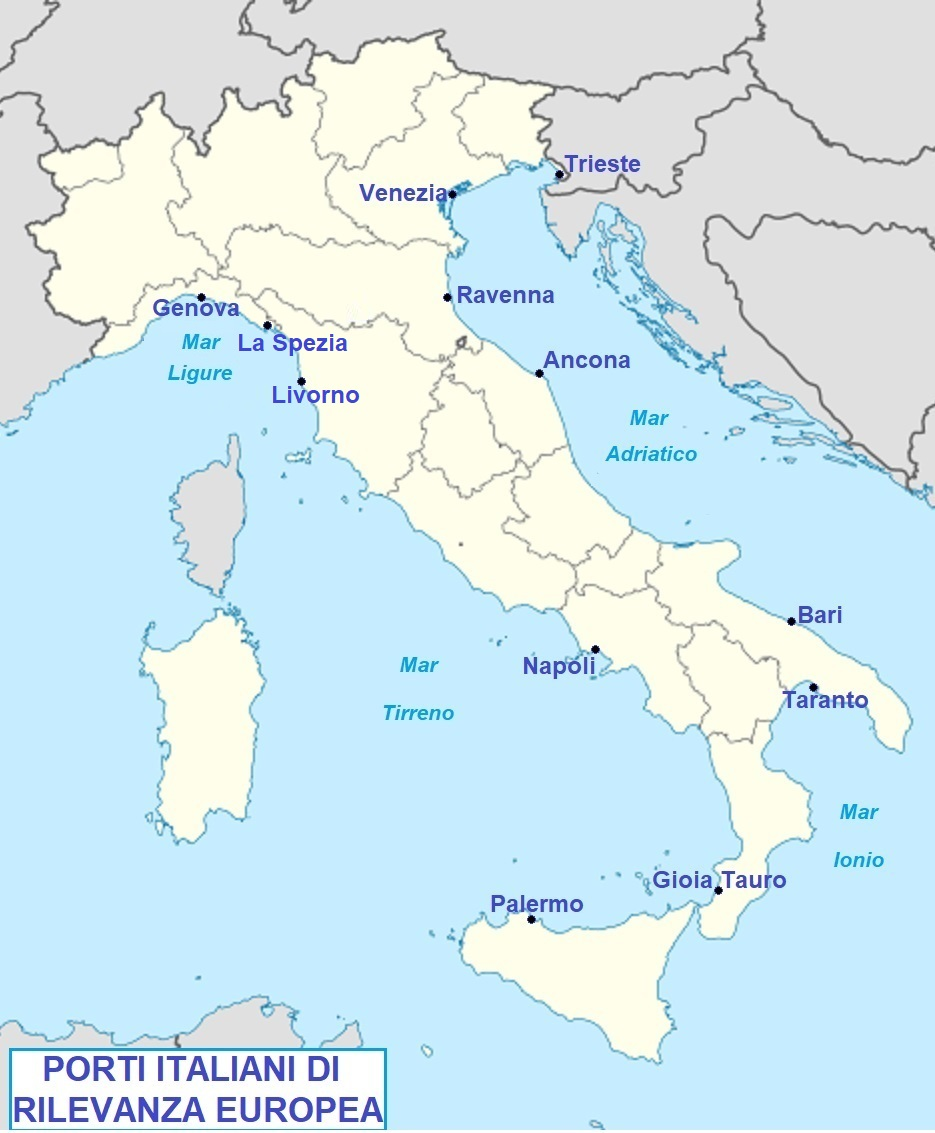
Localizzazione dei porti italiani di rilevanza europea, stabiliti dalla Commissione europea

I porti italiani costituiscono il sistema di infrastrutture a servizio del trasporto marittimo di persone e merci in Italia. Oltre ai porti marittimi, esiste in Italia anche un buon numero di porti fluviali e lacuali. La maggior parte dei porti italiani è di origine naturale.
Il notevole sviluppo costiero italiano, che è circa di 7900 km spiega il gran numero di porti del paese, diffusi in ognuna delle quindici regioni che si affacciano sul mare.
Storicamente, la posizione centrale dell'Italia nel Mediterraneo e la forma allungata della sua penisola, unite alla presenza di numerosi porti naturali, hanno assegnato al paese un ruolo fondamentale nel collegamento tra Europa, Asia ed Africa, specialmente nell'Età antica e nel Medioevo; in quest'ultima età tale ruolo era svolto dalle repubbliche marinare di Venezia, Genova, Pisa, Amalfi, Ancona e Gaeta.

## Principali porti italiani
Il più grande porto del Paese è quello di Genova, che è anche il più importante sia per profilo occupazionale diretto e dell'indotto, sia per linee di navigazione, sia per movimentazione container con destinazione finale.
Il porto di Trieste risulta invece il primo porto italiano per movimentazione totale di merce in tonnellate, seguito da quello di Genova e da quello di Livorno. Per ciò che riguarda in particolare il traffico container (espressa in TEU) troviamo al primo posto il porto di Gioia Tauro (per il trasbordo) e quello di Genova (per destinazione finale), seguiti da quello della Spezia.
Il porto di Ancona, quello di Bari e quello di Venezia sono i primi per flusso internazionale di veicoli e passeggeri, diretti principalmente verso i paesi del Mediterraneo orientale.
Il porto di Messina, quello di Reggio Calabria e quello di Napoli sono invece al primo posto per flusso nazionale di passeggeri, rappresentati principalmente da coloro che attraversano le due sponde dello Stretto di Messina (Reggio e Messina) e che sono diretti verso le isole dell'Arcipelago campano (Napoli).
Nel settore crocieristico, i primi porti italiani nel 2023 sono stati Civitavecchia, Napoli, Genova e Palermo.
Passando alla pesca, in termini di volume sbarcato il primo è quello di Mazara del Vallo, seguito da quello di Ravenna e da quello di Ancona. Per consistenza della flotta peschereccia (TSL) i primi tre porti sono quello di Mazara del Vallo, quello di Chioggia e quello di Ancona
La Marina Militare Italiana ha tre arsenali: quello di Taranto, di Augusta e di La Spezia.

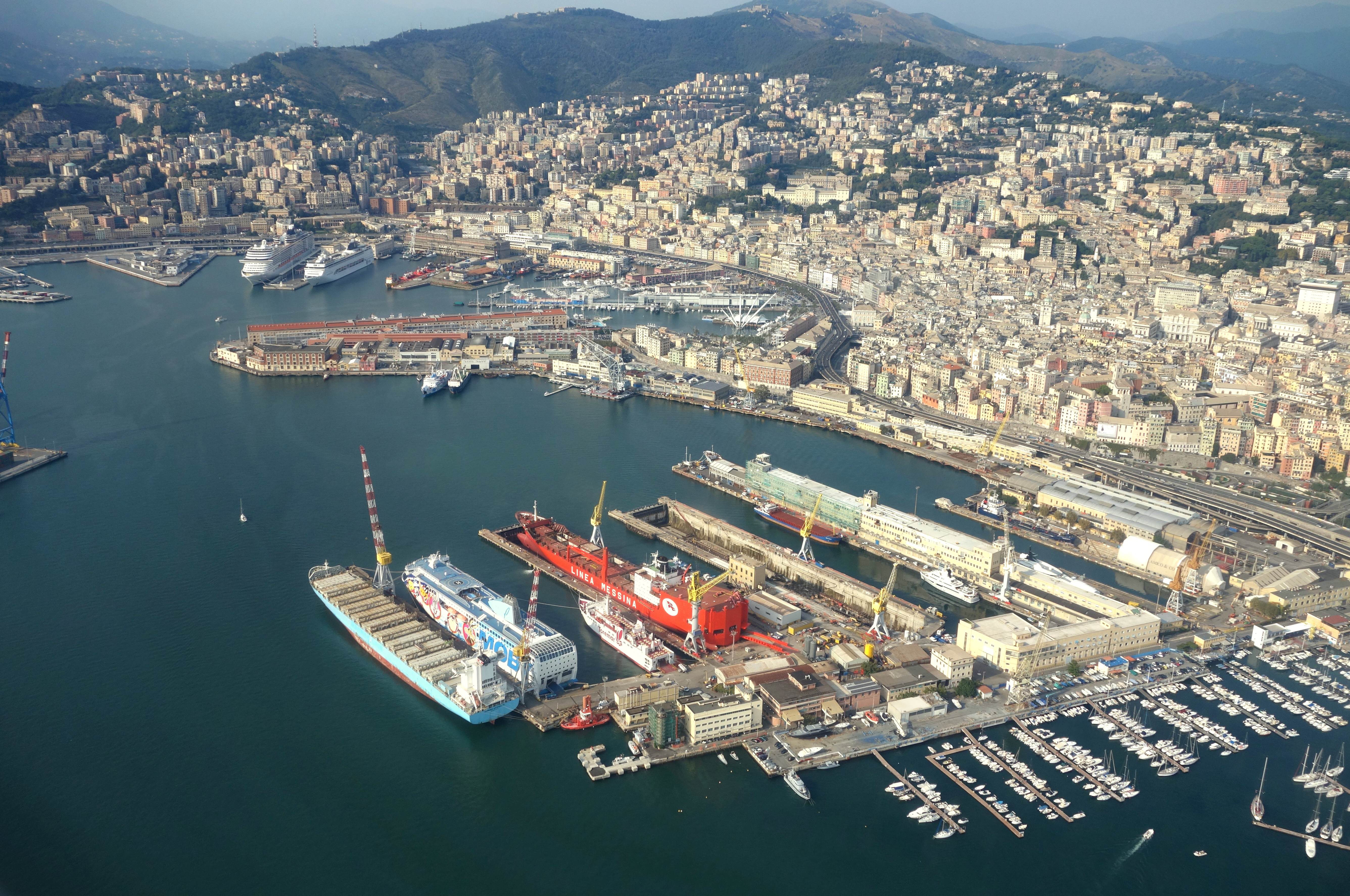
Il porto di Genova, il porto italiano più esteso
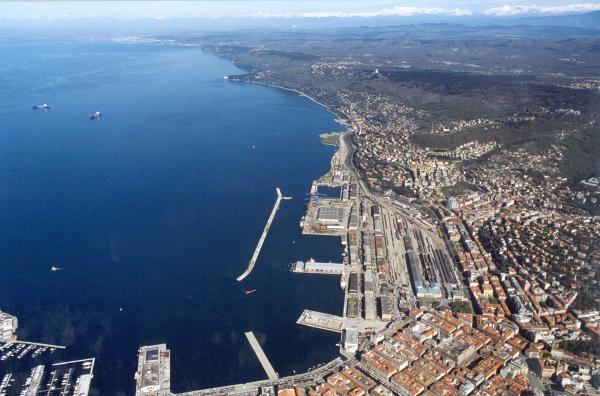
Il porto di Trieste, primo per flusso di merci
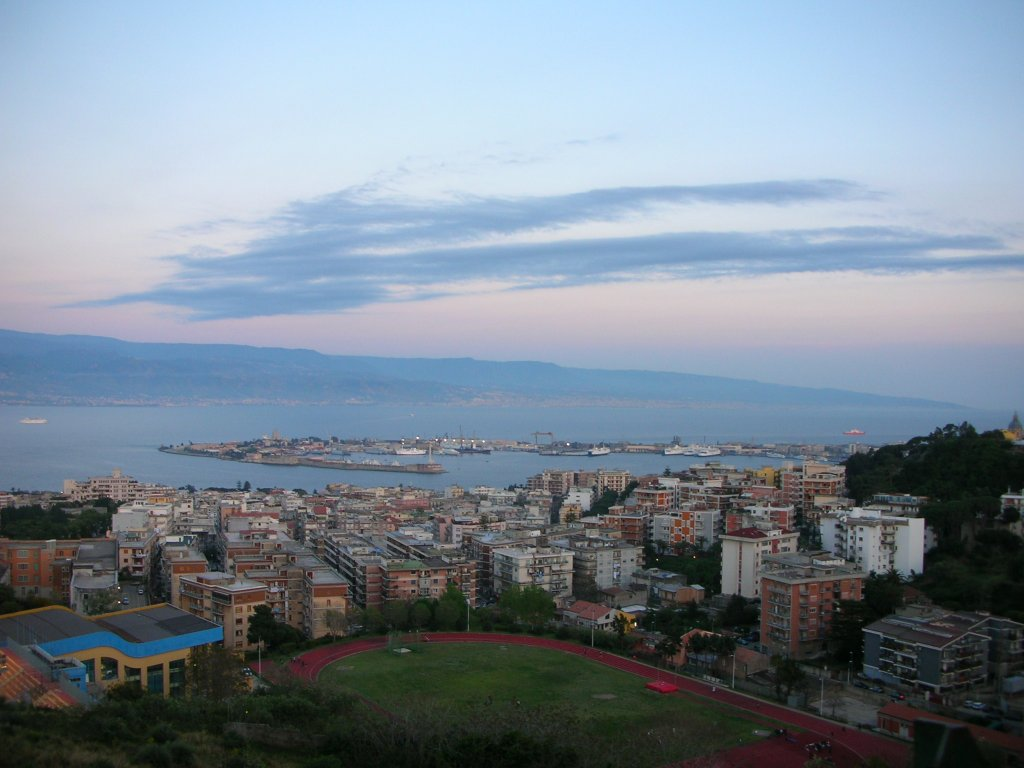
Il porto di Messina, insieme a quello di Reggio Calabria primo per flusso nazionale di passeggeri
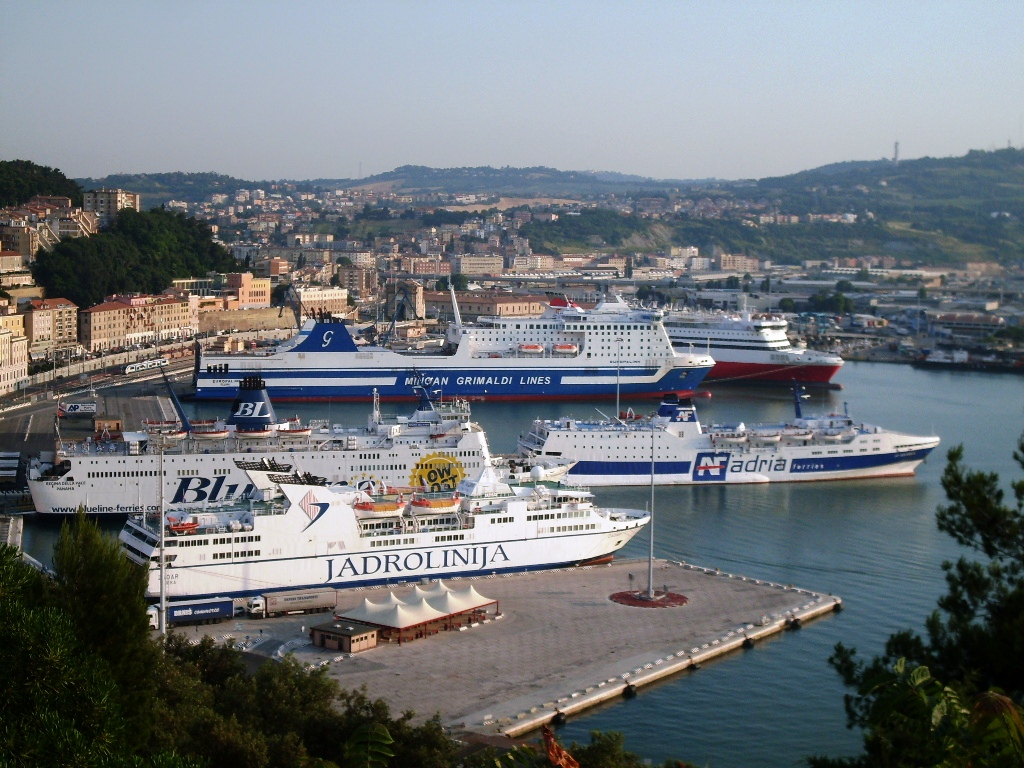
Il porto di Ancona, insieme a quello di Bari primo per flusso internazionale di veicoli e passeggeri
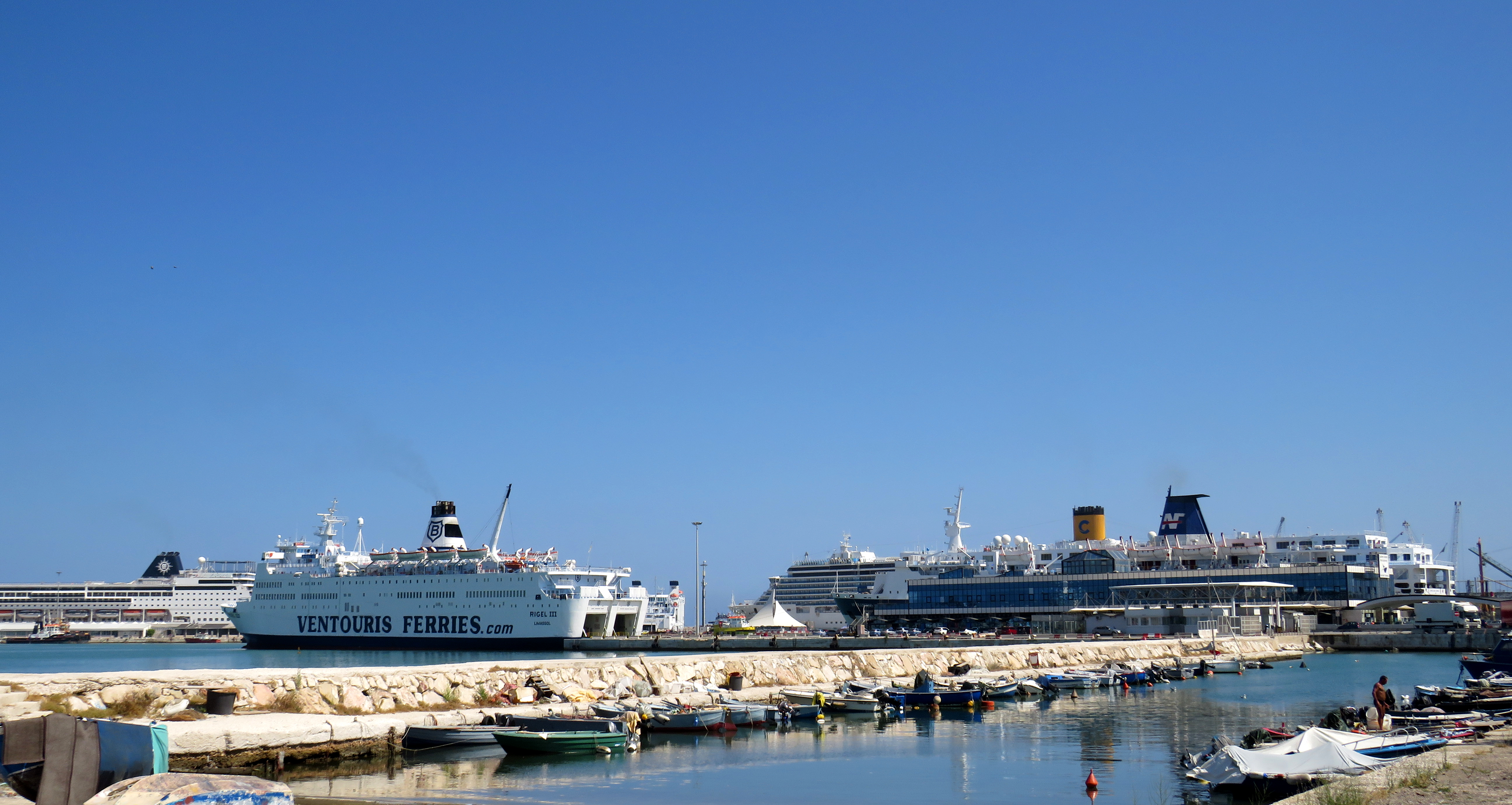
Il porto di Bari, insieme a quello di Ancona primo per flusso internazionale di veicoli e passeggeri
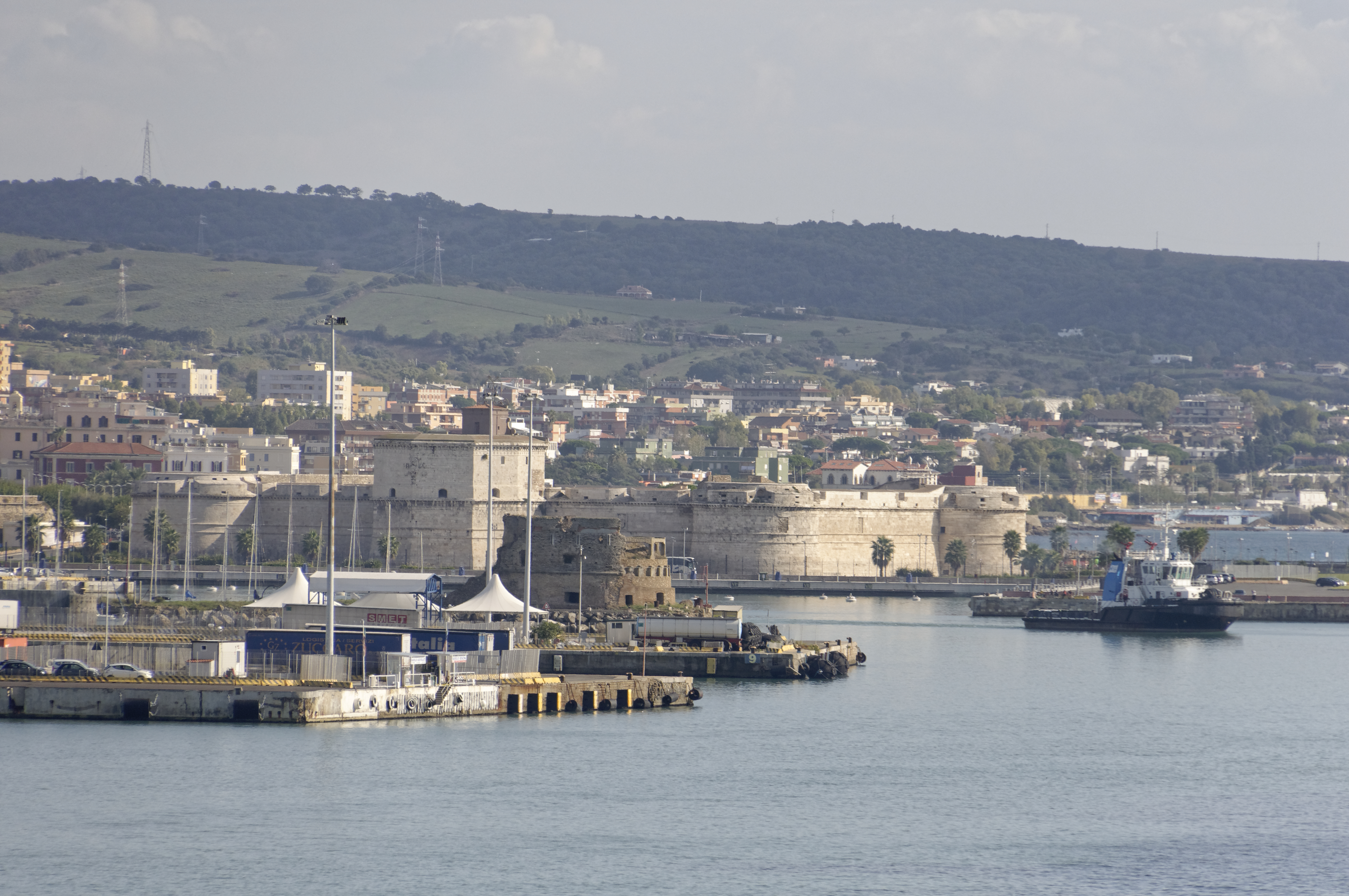
Il porto di Civitavecchia, primo per il settore crocieristico
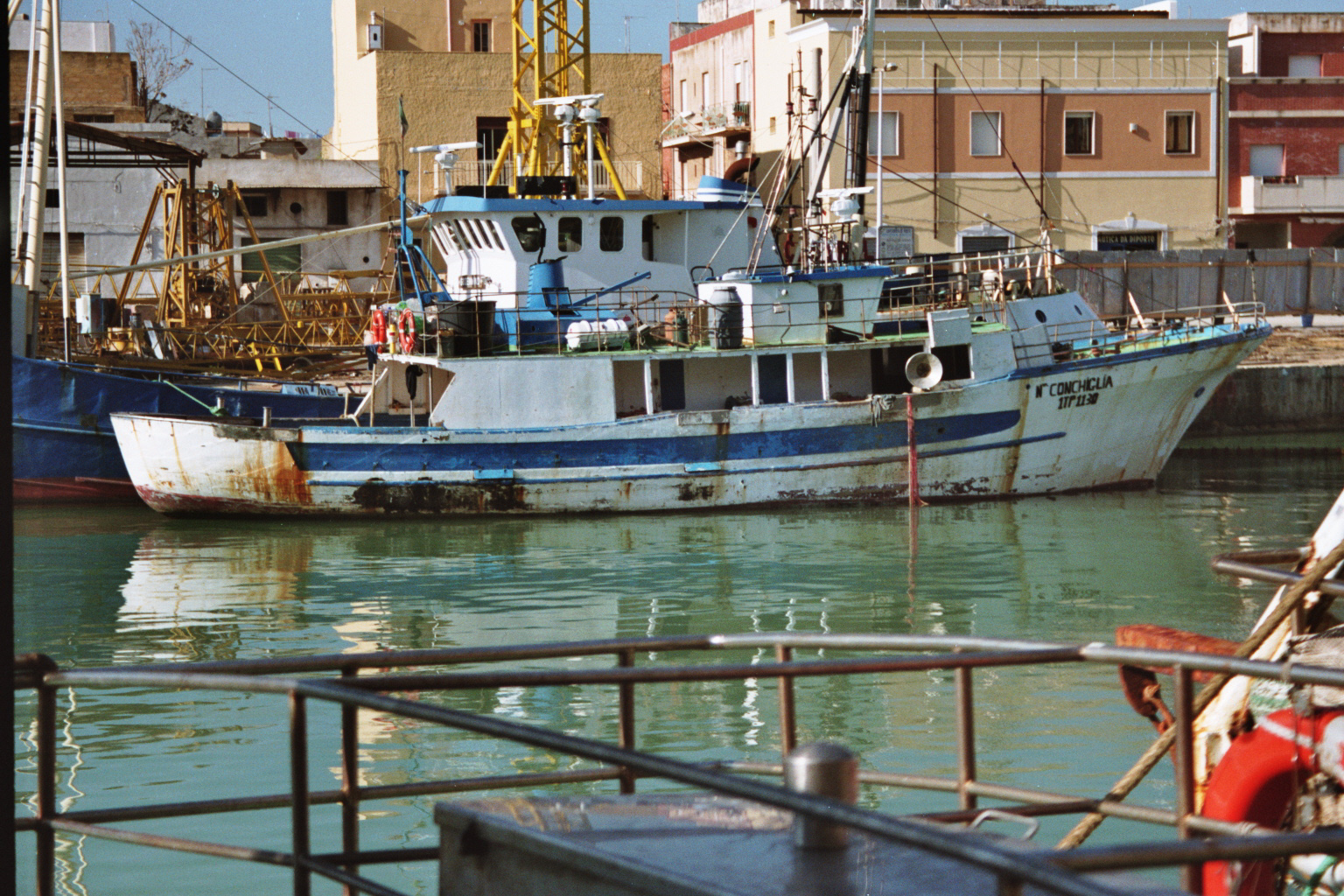
Il porto di Mazara del Vallo, per quanto riguarda la pesca il primo per volume sbarcato
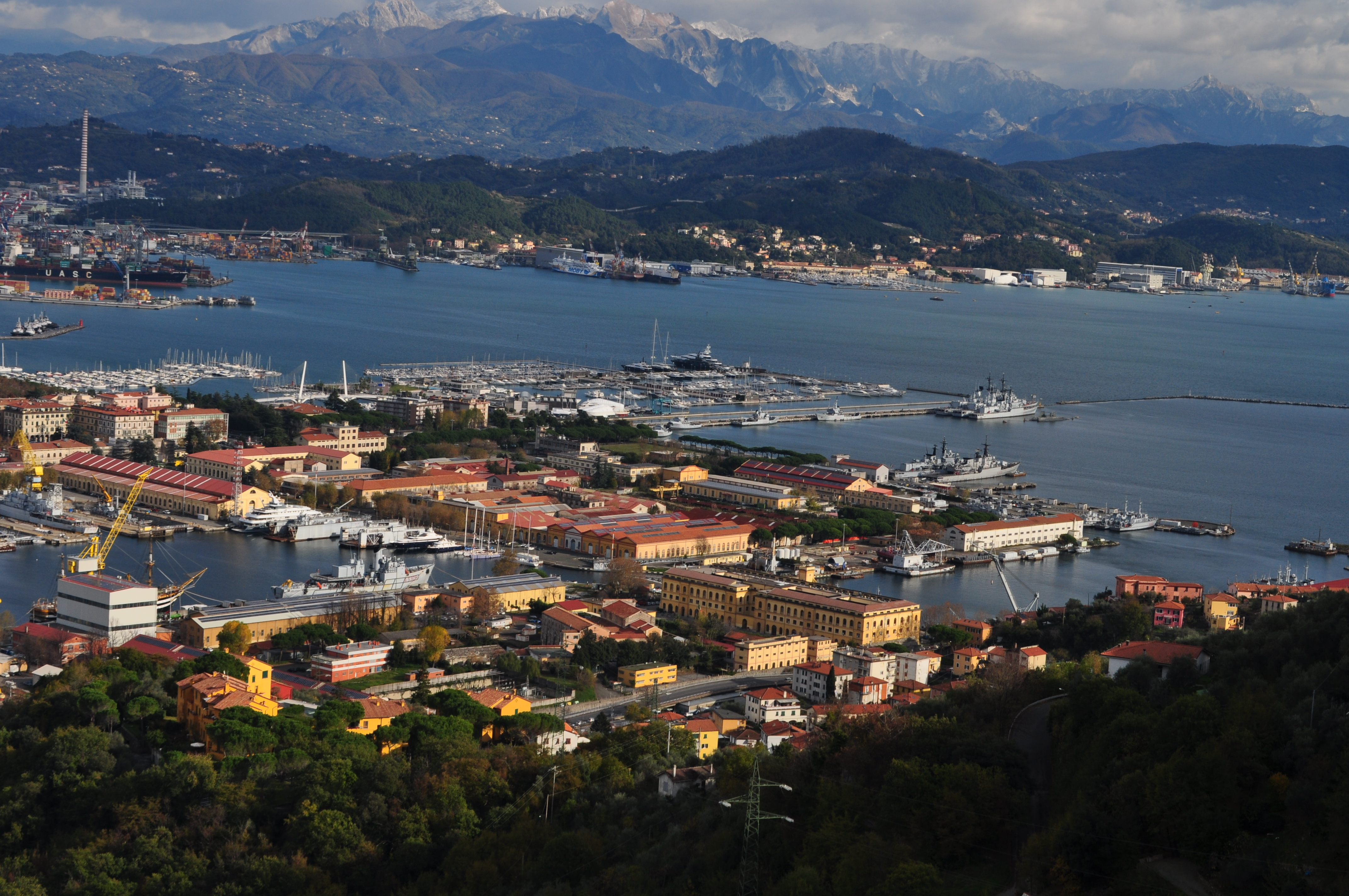
Vista del porto militare della Spezia, uno dei tre arsenali della Marina Militare, insieme a quello di Taranto e quello di Augusta

## Porti italiani di rilevanza nazionale o internazionale
In base alla legge 11 maggio 2012, n. 56, i porti marittimi italiani sono ripartiti nelle seguenti categorie e classi:
- categoria I: porti, o specifiche aree portuali, finalizzati alla difesa militare e alla sicurezza dello Stato;
- categoria II, classe I: porti di rilevanza economica internazionale;
- categoria II, classe II: porti di rilevanza economica nazionale;
- categoria II, classe III: porti di rilevanza economica regionale e interregionale.

Non esiste però ancora un atto ufficiale che contenga l'elenco dei porti appartenenti alle varie categorie previste. Nonostante ciò, tutti i sedici  porti sede di autorità portuale si possono considerare scali di rilevanza nazionale o internazionale: in base alle norme vigenti, infatti, tali porti devono necessariamente appartenere o alla categoria II, classe I ("porti di rilevanza economica internazionale") o alla categoria II, classe II ("porti di rilevanza economica nazionale").
Per distinguere le due categorie suddette ci si può basare sull'elenco dei dodici porti italiani a rilevanza europea, stilato dalla Commissione europea; essi sono:
- il porto di Ancona;
- il porto di Bari;
- il porto di Genova;
- il porto di Gioia Tauro;
- il porto della Spezia;
- il porto di Livorno;
- il porto di Napoli;
- il porto di Palermo;
- il porto di Ravenna;
- il porto di Taranto;
- il porto di Trieste;
- il porto di Venezia.

## Sistemi portuali
I porti italiani sono raggruppati in sedici sistemi portuali; ciascun sistema è diretto da un'autorità di sistema portuale, come illustrato nella tabella seguente.
| Sistema portuale                    | Porto sede di autorità di sistema portuale (*) = porto di rilevanza europea | Immagine | Altri porti |
| ----------------------------------- | --------------------------------------------------------------------------- | -------- | --- |
| Mar Adriatico centrale              | Porto di Ancona(*)                                                          |          | Falconara Marittima (AN) Ortona (CH) Pesaro (PU) Pescara (PE) San Benedetto del Tronto (AP)                                            |
| Mar Adriatico centro-settentrionale | Porto di Ravenna(*)                                                         |          | - |
| Mar Adriatico orientale             | Porto di Trieste(*)                                                         |          | Monfalcone (GO) |
| Mar Adriatico settentrionale        | Porto di Venezia(*)                                                         |          | Chioggia (VE) |
| Mar Ionio                           | porto di Taranto(*)                                                         |          | - |
| Mar Ligure orientale                | porto della Spezia(*)                                                       |          | Marina di Carrara (MS) |
| Mar Ligure occidentale              | porto di Genova(*)                                                          |          | Savona (SV) Vado Ligure (SV) |
| Mar Tirreno centrale                | porto di Napoli(*)                                                          |          | Castellammare di Stabia (NA) Salerno (SA)                                                                                              |
| Mar Tirreno centro-settentrionale   | porto di Civitavecchia                                                      |          | Fiumicino (ROMA) Gaeta (LT) |
| Mar Tirreno meridionale             | porto di Gioia Tauro(*)                                                     |          | Corigliano Calabro (CS) Crotone (KR) Taureana di Palmi (RC) Vibo Valentia (VV)                                                         |
| Mar Tirreno settentrionale          | porto di Livorno(*)                                                         |          | Capraia (LI) Cavo (LI) Piombino (LI) Portoferraio (LI) Rio Marina (LI)                                                                 |
| Mar di Sardegna                     | porto di Cagliari                                                           |          | Foxi-Sarroch (CA) Golfo Aranci (SS) Olbia (SS) Oristano (OR) Portoscuso-Portovesme (SU) Porto Torres (SS) Santa Teresa di Gallura (SS) |
| Sicilia occidentale                 | porto di Palermo(*)                                                         |          | Gela (CL) Licata (AG) Termini Imerese (PA) Trapani (TP) Porto Empedocle (AG)                                                           |
| Sicilia orientale                   | porto di Augusta                                                            |          | Catania (CT) |
| Stretto di Messina                  | porto di Messina                                                            |          | Milazzo (ME) Reggio Calabria (RC) Tremestieri (ME) Villa San Giovanni (RC)                                                             |

## Elenco di porti suddivisi per regione

### Abruzzo
| Nome                            | Località             | Mare/Fiume/Lago | Tipo                                 | Posti barca del porto turistico | Profondità fondali | Note |
| ------------------------------- | -------------------- | --------------- | ------------------------------------ | ------------------------------- | ------------------ | ---- |
| Porto di Marina del sole        | Fossacesia           | Mare Adriatico  | Turistico                            | 404                             | 12 m               |      |
| Porto di Giulianova             | Giulianova           | Mare Adriatico  | Peschereccio, turistico              | 240                             | da 2,5 a 3 m       |      |
| Porto di Ortona                 | Ortona               | Mare Adriatico  | Commerciale, peschereccio            | 210                             | Da 0,80 a 6,50 m   |      |
| Porto di Pescara                | Pescara              | Mare Adriatico  | Commerciale, peschereccio, turistico | 950                             | 3 - 7 m            |      |
| Porto di Pescara - Porto Canale | Pescara              | Mare Adriatico  | Turistico                            | 100                             |                    |      |
| Porto di Roseto degli Abruzzi   | Roseto degli Abruzzi | Mare Adriatico  | Turistico                            | 140                             |                    |      |
| Porto di Le Marinelle           | San Salvo            | Mare Adriatico  | Turistico                            | 180                             |                    |      |
| Porto di Vasto                  | Vasto                | Mare Adriatico  | Peschereccio, turistico              | 10                              | da 4,5 a 6,8 m     |      |

### Basilicata
| Nome                        | Località | Mare/Fiume/Lago | Tipo      | Posti barca del porto turistico | Profondità fondali      | Note |
| --------------------------- | -------- | --------------- | --------- | ------------------------------- | ----------------------- | ---- |
| Porto di Maratea            | Maratea  | Mar Tirreno     | Turistico | 550                             |                         |      |
| Porto degli Argonauti       | Pisticci | Mar Ionio       | Turistico | 450                             | profondità fino a 3,5 m |      |
| Porto di Marina di Policoro | Policoro | Mar Ionio       | Turistico | 750                             |                         |      |

### Calabria
| Nome                            | Località            | Mare/Fiume/Lago    | Tipo                                 | Posti barca del porto turistico | Note |
| ------------------------------- | ------------------- | ------------------ | ------------------------------------ | ------------------------------- | ---- |
| Porto di Amantea                | Amantea             | Mar Tirreno        | Peschereccio, turistico              | 280                             |      |
| Porto di Badolato-Gallipari     | Badolato            | Mar Ionio          | Turistico                            | 287                             |      |
| Porto di Bagnara                | Bagnara Calabra     | Mar Tirreno        | Peschereccio, turistico              | 60                              |      |
| Porto di Belvedere Marittimo    | Belvedere Marittimo | Mar Tirreno        | Turistico                            | 247                             |      |
| Porto di Cariati                | Cariati             | Mar Ionio          | Peschereccio, turistico              | 211                             |      |
| Porto di Marina di Catanzaro    | Catanzaro           | Mar Ionio          | Peschereccio, turistico              | [ 18 ]                          |      |
| Porto di Cetraro                | Cetraro             | Mar Tirreno        | Peschereccio, turistico              | 500                             |      |
| Porto di Cirò Marina            | Cirò Marina         | Mar Ionio          | Peschereccio, turistico              | 340                             |      |
| Porto di Corigliano Calabro     | Corigliano-Rossano  | Mar Ionio          | Commerciale, peschereccio, turistico | 75                              |      |
| Porto di Crotone                | Crotone             | Mar Ionio          | Commerciale, peschereccio, turistico | 450                             |      |
| Porto di Diamante               | Diamante            | Mar Tirreno        | Peschereccio, turistico              | [ 18 ]                          |      |
| Porto di Gioia Tauro            | Gioia Tauro         | Mar Tirreno        | Industriale, commerciale, turistico  | 120                             |      |
| Porto di Palmi                  | Palmi               | Mar Tirreno        | Peschereccio, turistico              | 200                             |      |
| Porto di Pizzo                  | Pizzo               | Mar Tirreno        | Pontile                              | 35                              |      |
| Porto di Reggio Calabria        | Reggio Calabria     | Stretto di Messina | Commerciale, turistico, passeggeri   | 100                             |      |
| Porto di Saline Joniche         | Reggio Calabria     | Stretto di Messina | Commerciale                          | 40                              |      |
| Porto di Roccella Jonica        | Roccella Ionica     | Mar Ionio          | Peschereccio, turistico              | 447                             |      |
| Porto di San Lucido             | San Lucido          | Mar Tirreno        | Turistico                            | 110                             |      |
| Porto di Scilla                 | Scilla              | Mar Tirreno        | Peschereccio, turistico              | 100                             |      |
| Porto di Marina laghi di Sibari | Sibari              | Mar Ionio          | Turistico                            | 390                             |      |
| Porto di Tropea                 | Tropea              | Mar Tirreno        | Turistico                            | 513                             |      |
| Porto di Vibo Valentia Marina   | Vibo Valentia       | Mar Tirreno        | Industriale, commerciale, turistico  | 576                             |      |
| Porto di Villa San Giovanni     | Villa San Giovanni  | Stretto di Messina | Commerciale, passeggeri              | [ 20 ]                          |      |

### Campania
| Nome                                         | Località                  | Mare/Fiume/Lago | Tipo                                                         | Posti barca del porto turistico | Note                                                                    |
| -------------------------------------------- | ------------------------- | --------------- | ------------------------------------------------------------ | ------------------------------- | ----------------------------------------------------------------------- |
| Porto di Acciaroli                           | Acciaroli                 | Mar Tirreno     | Turistico                                                    | 300                             |                                                                         |
| Porto di Amalfi                              | Amalfi                    | Mar Tirreno     | Turistico                                                    | 300                             |                                                                         |
| Porto di Baia                                | Bacoli                    | Mar Tirreno     | Turistico                                                    | 200                             |                                                                         |
| Porto di Marina di Casal Velino              | Casal Velino              | Mar Tirreno     | Turistico                                                    | 300                             |                                                                         |
| Porto di Castellammare di Stabia             | Castellammare di Stabia   | Mar Tirreno     | Commerciale, peschereccio, turistico                         | 400                             | Imbarco per l'isola di Capri                                            |
| Porto Marina di Stabia                       | Castellammare di Stabia   | Mar Tirreno     | Turistico                                                    | 1400                            |                                                                         |
| Porto d'Ischia                               | Isola d'Ischia            | Mar Tirreno     | Turistico, traghetti                                         | 200                             |                                                                         |
| Porto di Casamicciola                        | Isola d'Ischia            | Mar Tirreno     | Turistico, traghetti                                         | 275                             |                                                                         |
| Porto di Forio                               | Isola d'Ischia            | Mar Tirreno     | Commerciale, turistico                                       | 350                             |                                                                         |
| Porto di Lacco Ameno                         | Isola d'Ischia            | Mar Tirreno     | Commerciale                                                  | 300                             |                                                                         |
| Porto di Capri                               | Isola di Capri            | Mar Tirreno     | Commerciale, peschereccio, turistico, traghetti              | 300                             | Imbarco per Napoli, Sorrento, Castellammare di Stabia, Torre Annunziata |
| Porto di Maiori                              | Maiori                    | Mar Tirreno     | Peschereccio, turistico, traghetti                           | 115                             |                                                                         |
| Porto di Marina di Camerota                  | Marina di Camerota        | Mar Tirreno     | Turistico                                                    | 300                             |                                                                         |
| Porto di Marina di Torre Fumo (o Acquamorta) | Monte di Procida          | Mar Tirreno     | Turistico                                                    | 547                             |                                                                         |
| Porto di Marina di Santa Lucia               | Napoli                    | Mar Tirreno     | Turistico                                                    | 200                             |                                                                         |
| Porto di Mergellina                          | Napoli                    | Mar Tirreno     | Commerciale, turistico, traghetti                            | 400                             |                                                                         |
| Porto di Molosiglio                          | Napoli                    | Mar Tirreno     | Turistico                                                    | 150                             |                                                                         |
| Porto di Napoli                              | Napoli                    | Mar Tirreno     | Commerciale, traghetti, cantiere nautico                     | 2500                            |                                                                         |
| Porto di Nisida                              | Nisida                    | Mar Tirreno     | Turistico                                                    | 400                             |                                                                         |
| Porto di Palinuro                            | Palinuro                  | Mar Tirreno     | Turistico                                                    | 150                             |                                                                         |
| Porto Marina di Pinetamare                   | Pinetamare                | Mar Tirreno     | Turistico                                                    | 200                             |                                                                         |
| Porto di Positano                            | Positano                  | Mar Tirreno     | Commerciale, Turistico                                       | 150                             |                                                                         |
| Porto di Marina di Maglietta                 | Pozzuoli                  | Mar Tirreno     | Turistico                                                    | 250                             |                                                                         |
| Porto di Pozzuoli                            | Pozzuoli                  | Mar Tirreno     | Commerciale, peschereccio, traghetti                         | 250                             | Imbarco per le isole di Ischia e Procida                                |
| Porto di Chiaiolella                         | Procida                   | Mar Tirreno     | Turistico                                                    | 315                             |                                                                         |
| Porto di Marina di Procida                   | Procida                   | Mar Tirreno     | Turistico                                                    | 491                             |                                                                         |
| Porto di Procida                             | Procida                   | Mar Tirreno     | Commerciale, peschereccio, traghetti                         | 491                             |                                                                         |
| Porto di Marina d'Arechi                     | Salerno                   | Mar Tirreno     | Turistico                                                    | 1000                            |                                                                         |
| Porto di Masuccio Salernitano                | Salerno                   | Mar Tirreno     | Turistico                                                    | 414                             |                                                                         |
| Porto di Salerno                             | Salerno                   | Mar Tirreno     | Commerciale, turistico, peschereccio                         | 2140                            |                                                                         |
| Porto di San Marco di Castellabate           | San Marco di Castellabate | Mar Tirreno     | Turistico                                                    | 300                             |                                                                         |
| Porto di Sorrento                            | Sorrento                  | Mar Tirreno     | Commerciale, turistico, traghetti, passeggeri, crocieristico | 280                             | Imbarco per l'isola di Capri                                            |
| Porto di Torre Annunziata                    | Torre Annunziata          | Mar Tirreno     | Commerciale, industriale, peschereccio, turistico            | 780                             | Imbarco per Capri, Castellammare di Stabia, Seiano, Sorrento            |
| Porto di Torre del Greco                     | Torre del Greco           | Mar Tirreno     | Turistico                                                    | 500                             |                                                                         |
| Porto di Seiano (o Marina di Aequa)          | Vico Equense              | Mar Tirreno     | Passeggeri, peschereccio, turistico                          | 0                               |                                                                         |
| Porto di Vico Equense                        | Vico Equense              | Mar Tirreno     | Peschereccio                                                 | 200                             |                                                                         |

### Emilia-Romagna
| Nome                                 | Località             | Mare/Fiume/Lago | Tipo                    | Posti barca del porto turistico | Note |
| ------------------------------------ | -------------------- | --------------- | ----------------------- | ------------------------------- | --- |
| Porto canale di Bellaria Igea Marina | Bellaria Igea Marina | Mare Adriatico  | Peschereccio, Turistico | 40                              | |
| Porto fluviale di Boretto            | Boretto              | Fiume Po        | Turistico fluviale      | 70                              | Istituito dalla Delibera del Consiglio Regionale dell'Emilia-Romagna 28/07/1989, n. 2688                                     |
| Marina di Porto Reno                 | Casal Borsetti       | Mare Adriatico  |                         |                                 | |
| Marina di Cattolica                  | Cattolica            | Mare Adriatico  | Peschereccio, turistico | 500                             | Antico porto 1792, nuove darsene (interna ed esterna) del 2009. Rilevante la pesca della vongola.                            |
| Porto di Cattolica - Le Navi         | Cattolica            | Mare Adriatico  | Turistico               | 100                             | Nuovi attracchi lungo l'ultimo tratto del torrente Ventena.                                                                  |
| Marina di Cervia                     | Cervia               | Mare Adriatico  | Turistico               | 280                             | Storico spazio di imbarco del sale della Salina di Cervia.                                                                   |
| Porto di Cesenatico                  | Cesenatico           | Mare Adriatico  | Turistico               | 300                             | Due darsene turistiche, con Circolo Nautico all'interno.                                                                     |
| Porto Canale Leonardesco             | Cesenatico           | Mare Adriatico  | Peschereccio, turistico | 100                             | Antico canale del XIV sec., ammodernato da Leonardo da Vinci. Vi si trova il Museo della Marineria.                          |
| Porto di Volano                      | Comacchio            | Mare Adriatico  | Turistico               | 80                              | |
| Porto fluviale di Ferrara            | Ferrara              | Fiume Po        | Turistico fluviale      | 70                              | |
| Porto di Goro                        | Goro                 | Mare Adriatico  | Peschereccio, turistico | 360                             | Punto di partenza per escursioni nel Parco del Delta del Po.                                                                 |
| Porto di Marina Romea                | Marina Romea         | Mare Adriatico  | Turistico               | 111                             | |
| Porto di Marinara                    | Marina di Ravenna    | Mare Adriatico  | Turistico               | 1080                            | Porto più grande e attrezzato della regione.                                                                                 |
| Marina di Portoverde                 | Misano Adriatico     | Mare Adriatico  | Turistico               | 350                             | Località turistica sviluppata negli anni '70 attorno al porto. Frazione a sud di Misano Adriatico, al confine con Cattolica. |
| Marina degli Estensi                 | Porto Garibaldi      | Mare Adriatico  | Turistico               | 300                             | |
| Porto di Porto Garibaldi             | Porto Garibaldi      | Mare Adriatico  | Peschereccio, turistico | 180                             | |
| Porto di Marina di Ravenna           | Ravenna              | Mare Adriatico  | Turistico               | 658                             | |
| Porto di Ravenna                     | Ravenna              | Mare Adriatico  | Commerciale, turistico  | 998                             | Unico porto commerciale dell'Emilia-Romagna.                                                                                 |
| Porto di Riccione - darsena          | Riccione             | Mare Adriatico  | Turistico               | 100                             | |
| Porto canale di Riccione             | Riccione             | Mare Adriatico  | Turistico               | 130                             | |
| Porto canale di Rimini               | Rimini               | Mare Adriatico  | Turistico               | 160                             | |
| Porto di Rimini                      | Rimini               | Mare Adriatico  | Peschereccio, turistico | 630                             | Nuova darsena e riqualificazione San Giuliano a Mare (2002).                                                                 |

### Friuli-Venezia Giulia
| Nome                                   | Località                     | Mare/Fiume/Lago                 | Tipo                                                                                      | Posti barca del porto turistico | Note |  |
| -------------------------------------- | ---------------------------- | ------------------------------- | ----------------------------------------------------------------------------------------- | ------------------------------- | --- |  |
| Darsena Aprilia Marittima              | Aprilia Marittima            | Laguna di Marano                | Turistico                                                                                 | 680                             | |  |
| Marina Capo Nord                       | Aprilia Marittima            | Laguna di Marano                | Turistico                                                                                 | 650                             | |  |
| Marina Punta Gabbiani                  | Aprilia Marittima            | Laguna di Marano                | Turistico                                                                                 | 300                             | |  |
| Marina di Aquileia                     | Aquileia                     | Fiume Natissa - Laguna di Grado | Turistico                                                                                 | 300                             | |  |
| Porto di Barcola                       | Barcola (Trieste)            | Mare Adriatico                  | Turistico                                                                                 | 270                             | |  |
| Porto di Aurisina                      | Duino-Aurisina               | Mare Adriatico                  | Turistico                                                                                 | 30                              | |  |
| Villaggio del Pescatore                | Duino-Aurisina               | Mare Adriatico                  | Peschereccio, turistico                                                                   | 1050                            | |  |
| Darsena Navigare 2000                  | Grado                        | Laguna di Grado                 | Turistico                                                                                 | 120                             | |  |
| Darsena San Marco                      | Grado                        | Laguna di Grado                 | Turistico                                                                                 | 100                             | |  |
| Marina Le Cove                         | Grado                        | Laguna di Grado                 | Turistico                                                                                 | 150                             | |  |
| Marina Primero                         | Grado                        | Mare Adriatico                  | Turistico                                                                                 | 270                             | |  |
| Porto San Vito                         | Grado                        | Mare Adriatico                  | Turistico                                                                                 | 165                             | |  |
| Porto di Grignano                      | Grignano (Trieste)           | Mare Adriatico                  | Turistico                                                                                 | 350                             | |  |
| Darsena Porto Vecchio                  | Lignano Sabbiadoro           | Mare Adriatico                  | Turistico                                                                                 | 400                             | |  |
| Marina Punta Faro                      | Lignano Sabbiadoro           | Mare Adriatico                  | Turistico                                                                                 | 1200                            | |  |
| Marina Punta Verde                     | Lignano Sabbiadoro           | Mare Adriatico                  | Turistico                                                                                 | 270                             | |  |
| Marina Uno                             | Lignano Sabbiadoro           | Mare Adriatico                  | Turistico                                                                                 | 420                             | |  |
| PortoMaran                             | Marano Lagunare              | Laguna di Marano                | Peschereccio, Turistico                                                                   | 500                             | |  |
| Lega Navale Italiana                   | Monfalcone                   | Mare Adriatico                  | Turistico                                                                                 | 220                             | |  |
| Marina Hannibal                        | Monfalcone                   | Mare Adriatico                  | Turistico                                                                                 | 328                             | |  |
| Marina Lepanto                         | Monfalcone                   | Mare Adriatico                  | Turistico                                                                                 | 220                             | |  |
| Marina Nautec Mare                     | Monfalcone                   | Mare Adriatico                  | Peschereccio, turistico                                                                   | 200                             | |  |
| Marina Ocean Marine                    | Monfalcone                   | Mare Adriatico                  | Turistico                                                                                 | 185                             | |  |
| Porto "Nazario Sauro"                  | Monfalcone                   | Mare Adriatico                  | Peschereccio                                                                              | 300                             | |  |
| Porto di Monfalcone                    | Monfalcone                   | Mare Adriatico                  | Merci, industriale, container, commerciale                                                | 298                             | Porto commerciale più settentrionale del Mediterraneo |  |
| Società della Vela Oscar Cosulich      | Monfalcone                   | Mare Adriatico                  | Turistico                                                                                 | 416                             | |  |
| Porto Lazzaretto - San Bartolomeo      | Muggia                       | Mare Adriatico                  | Turistico                                                                                 | 118                             | |  |
| Porto Muggia                           | Muggia                       | Mare Adriatico                  | Turistico                                                                                 | 300                             | |  |
| Portopiccolo                           | Sistiana                     | Mare Adriatico                  | Porti turistici d'Italia                                                                  | 121                             | Portopiccolo - La Marina di Portopiccolo, con i suoi 121 ormeggi, è attrezzata con infrastrutture all'avanguardia ed è in grado di ospitare barche a vela, yacht e motoscafi nel suo porto turistico. |  |
| Muggia                                 | Mare Adriatico               | Turistico                       | 546                                                                                       | fino a 60 m.                    | |  |
| Marina Stella                          | Palazzolo dello Stella       | Fiume Stella - Laguna di Marano | Turistico                                                                                 | 85                              | |  |
| Marina San Giorgio                     | San Giorgio di Nogaro        | Fiume Corno - Laguna di Marano  | Turistico                                                                                 | 800                             | |  |
| Marina Sant'Andrea                     | San Giorgio di Nogaro        | Fiume Corno - Laguna di Marano  | Turistico                                                                                 | 250                             | |  |
| Porto Nogaro                           | San Giorgio di Nogaro        | Mare Adriatico                  | Commerciale                                                                               | 800                             | Porto Nogaro contende per poche centinaia di metri a Monfalcone la caratteristica di porto commerciale più settentrionale del Mediterraneo. Infatti l'estremità nord della banchina operativa di Porto Nogaro si trova a 45°47'59" nord mentre la zona fra la banchina operativa di Monfalcone e la prospiciente banchina di allestimento dei cantieri navali di quella città è alla latitudine di 45°47'35", una differenza di meno di mezzo miglio nautico. |  |
| Marina Santa Croce a Mare              | Santa Croce a Mare (Trieste) | Mare Adriatico                  | Turistico                                                                                 | 100                             | |  |
| Diporto Nautica Sistiana               | Sistiana                     | Mare Adriatico                  | Turistico                                                                                 | 120                             | |  |
| Bacino Sacchetta                       | Trieste                      | Mare Adriatico                  | Turistico                                                                                 | 400                             | |  |
| Canale Industriale Zaule               | Trieste                      | Mare Adriatico                  | Industriale, turistico                                                                    | 50                              | |  |
| Marina Cedas                           | Trieste                      | Mare Adriatico                  | Turistico                                                                                 | 70                              | |  |
| Marina San Giusto                      | Trieste                      | Mare Adriatico                  | Turistico                                                                                 | 226                             | Di cui 12 posti anche per mega-yacht fino a 100 m. |  |
| Porto di Trieste                       | Trieste                      | Mare Adriatico                  | Commerciale, container, passeggeri, traghetti, petrolifero, industriale, pesca, turistico | +3000                           | |  |
| Porto franco nuovo                     | Trieste                      | Mare Adriatico                  | Commerciale                                                                               | 700                             | Regime di porto franco |  |
| Porto franco vecchio                   | Trieste                      | Mare Adriatico                  | Commerciale, turistico                                                                    | 60                              | Regime di porto franco |  |
| Scalo Legnami                          | Trieste                      | Mare Adriatico                  | Commerciale                                                                               | 0                               | Regime di porto franco |  |
| Terminal Industriale                   | Trieste                      | Mare Adriatico                  | Commerciale, industriale                                                                  | 10                              | Regime di porto franco |  |
| Terminal Petroli Oleodotto Transalpino | Trieste                      | Mare Adriatico                  | Commerciale                                                                               | 4                               | Regime di porto franco |  |

### Lazio
| Nome                            | Località        | Mare/Fiume/Lago | Tipo                                 | Posti barca del porto turistico | Note |
| ------------------------------- | --------------- | --------------- | ------------------------------------ | ------------------------------- | ---- |
| Porto di Anzio                  | Anzio           | Mar Tirreno     | Commerciale, peschereccio, turistico | 400                             |      |
| Porto di Civitavecchia          | Civitavecchia   | Mar Tirreno     | Multifunzionale                      | 66                              |      |
| Porto di Riva di Traiano        | Civitavecchia   | Mar Tirreno     | Turistico                            | 1182                            |      |
| Porto di Fiumicino              | Fiumicino       | Mar Tirreno     | Commerciale, turistico               | 25                              |      |
| Porto di Formia                 | Formia          | Mar Tirreno     | Turistico                            | 500                             |      |
| Porto di Gaeta                  | Gaeta           | Mar Tirreno     | Commerciale, turistico               | 200                             |      |
| Porto Marina di Nettuno         | Nettuno         | Mar Tirreno     | Turistico                            | 1000                            |      |
| Porto di Ponza                  | Ponza           | Mar Tirreno     | Turistico                            | 200                             |      |
| Porto turistico di Roma         | Ostia           | Mar Tirreno     | Turistico                            | 833                             |      |
| Porto Marina di Santa Marinella | Santa Marinella | Mar Tirreno     | Turistico                            | 300                             |      |
| Porto di Terracina              | Terracina       | Mar Tirreno     | Commerciale, turistico               | 200                             |      |
| Porto di Ventotene-Cala Rossano | Ventotene       | Mar Tirreno     | Turistico                            | 40                              |      |
| Porto Romano                    | Ventotene       | Mar Tirreno     | Peschereccio, turistico              | 40                              |      |

### Liguria
| Nome               | Località  | Mare/Fiume/Lago | Tipo | Posti barca del porto turistico | Note |
| ------------------ | --------- | --------------- | --- | ------------------------------- | ---- |
| Porto di Genova    | Genova    | Mar Ligure      | Turistico, officine navali, traghetti, crociere, container, industriale, commerciale, riparazioni navali | 2000                            |      |
| Porto di Imperia   | Imperia   | Mar Ligure      | Turistico                                                                                                | 709                             |      |
| Porto della Spezia | La Spezia | Mar Ligure      | Turistico, commerciale, industriale, militare, crociere, container, officine navali                      | 1606                            |      |
| Porto di Savona    | Savona    | Mar Ligure      | Turistico, crociere, peschereccio, commerciale, container, officine navali                               | 530                             |      |

### Lombardia
| Nome                              | Località             | Mare/Fiume/Lago | Tipo                            | Posti barca del porto turistico | Note                       |
| --------------------------------- | -------------------- | --------------- | ------------------------------- | ------------------------------- | -------------------------- |
| Porto Bertelli                    | Paratico             | Lago d'Iseo     | Turistico, commerciale          | 75                              |                            |
| Porto fluviale di Cremona         | Cremona              | Fiume Po        | Fluviale commerciale, turistico | 60                              |                            |
| Porto fluviale di Mantova-Valdaro | Mantova              | Fiume Po        | Fluviale commerciale, turistico | ca. 20                          |                            |
| Sistema portuale mantovano        | Provincia di Mantova | Fiume Po        | Fluviale commerciale, turistico | ca. 30                          | Sistema portuale mantovano |

### Marche
| Nome                              | Località                 | Mare/Fiume/Lago | Tipo | Posti barca del porto turistico | Note |
| --------------------------------- | ------------------------ | --------------- | --- | ------------------------------- | ---- |
| Porto di Ancona                   | Ancona                   | Mare Adriatico  | Traghetti, passeggeri, turistico, commerciale, pesca, crociere, container, petrolifero, cantieri navali | 1300                            |      |
| Porto di Civitanova Marche        | Civitanova Marche        | Mare Adriatico  | Turistico, commerciale, peschereccio                                                                    | 707                             |      |
| Porto di Fano                     | Fano                     | Mare Adriatico  | Turistico, commerciale, peschereccio                                                                    | 640                             |      |
| Porto di Pesaro                   | Pesaro                   | Mare Adriatico  | Turistico, commerciale, peschereccio                                                                    | 326                             |      |
| Porto di Vallugola                | Gabicce Mare             | Mare Adriatico  | Turistico                                                                                               | 150                             |      |
| Porto di Numana                   | Numana                   | Mare Adriatico  | Turistico                                                                                               | 800                             |      |
| Porto di San Benedetto del Tronto | San Benedetto del Tronto | Mare Adriatico  | Turistico, commerciale, peschereccio                                                                    | 800                             |      |
| Porto di Porto San Giorgio        | Porto San Giorgio        | Mare Adriatico  | Turistico                                                                                               | 800                             |      |
| Porto di Senigallia               | Senigallia               | Mare Adriatico  | Turistico, commerciale, peschereccio                                                                    | 300                             |      |

### Molise
| Nome                                     | Località              | Mare/Fiume/Lago | Tipo                                 | Posti barca del porto turistico | Note   |
| ---------------------------------------- | --------------------- | --------------- | ------------------------------------ | ------------------------------- | ------ |
| Porto di Marina di Montenero             | Montenero di Bisaccia | Mare Adriatico  | Turistico                            | 489                             | [ 62 ] |
| Porto turistico Marina di Santa Cristina | Campomarino           | Mare Adriatico  | Turistico                            | 120                             | [ 63 ] |
| Porto di Termoli                         | Termoli               | Mare Adriatico  | Commerciale, peschereccio, turistico | 300                             | [ 64 ] |

### Piemonte
| Nome                                                | Località            | Mare/Fiume/Lago | Tipo      | Posti barca del porto turistico | Note |
| --------------------------------------------------- | ------------------- | --------------- | --------- | ------------------------------- | ---- |
| Porto turistico di Verbania Pallanza                | Verbania - Pallanza | Lago Maggiore   | Turistico | 146                             |      |
| Porto di Verbania Suna                              | Verbania            | Lago Maggiore   | Turistico | 6                               |      |
| Porto di Feriolo                                    | Feriolo (Baveno)    | Lago Maggiore   | Turistico | 30                              |      |
| Porto comunale di Baveno                            | Baveno              | Lago Maggiore   | Turistico | 50                              |      |
| Vecchio porto comunale di Stresa                    | Stresa              | Lago Maggiore   | Turistico | 10                              |      |
| Approdo pubblico di Lesa                            | Lesa                | Lago Maggiore   | Turistico | ca. 50                          |      |
| Porto del golfo di Solcio di Lesa sul lago Maggiore | Solcio (Lesa)       | Lago Maggiore   | Turistico | 250                             |      |
| Porto del lido di Meina                             | Meina               | Lago Maggiore   | Turistico | 40                              |      |
| Approdo turistico del lungolago di Arona            | Arona               | Lago Maggiore   | Turistico | 50                              |      |
| Porto turistico comunale di Belgirate               | Belgirate           | Lago Maggiore   | Turistico | 18                              |      |
| Darsena di Arona                                    | Arona               | Lago Maggiore   | Turistico | 200                             |      |

### Puglia
| Nome                          | Località             | Mare/Fiume/Lago | Tipo                                                                          | Posti barca del porto turistico | Note |
| ----------------------------- | -------------------- | --------------- | ----------------------------------------------------------------------------- | ------------------------------- | ---- |
| Porto di Bari                 | Bari                 | Mare Adriatico  | Container, officine navali, crociere                                          | 100                             |      |
| Porto di Barletta             | Barletta             | Mare Adriatico  | Industriale, merci, officine navali, commerciale, peschereccio                | 40                              |      |
| Porto di Brindisi             | Brindisi             | Mare Adriatico  | Container, officine navali, crociere, navi traghetto                          | 642                             |      |
| Porto di Gallipoli            | Gallipoli            | Mar Ionio       | Navi, crociere, navi turistiche e commerciali, petroliere                     | 200                             |      |
| Porto di Manfredonia          | Manfredonia          | Mare Adriatico  | Peschereccio, mercantile, industriale, turistico, cantiere nautico            | 950                             |      |
| Porto di Margherita di Savoia | Margherita di Savoia | Mare Adriatico  | Peschereccio, industriale                                                     | 200                             |      |
| Porto di Molfetta             | Molfetta             | Mare Adriatico  | Commerciale                                                                   | 200                             |      |
| Porto di Monopoli             | Monopoli             | Mare Adriatico  | Turistico, commerciale                                                        | 80                              |      |
| Porto di Otranto              | Otranto              | Mare Adriatico  | Commerciale, peschereccio                                                     | 390                             |      |
| Porto di Taranto              | Taranto              | Mar Ionio       | Container, officine navali, crociere                                          | 180                             |      |
| Porto di Trani                | Trani                | Mare Adriatico  | Manifestazioni veliche d'altura, gare nazionali e internazionali di off-shore | 550                             |      |

### Sardegna
| Nome                           | Località              | Mare/Fiume/Lago    | Tipo                                                                                 | Posti barca del porto turistico | Note |
| ------------------------------ | --------------------- | ------------------ | ------------------------------------------------------------------------------------ | ------------------------------- | --- |
| Porto di Alghero               | Alghero               | Mar di Sardegna    | Turistico, traghetti                                                                 | 2500                            | |
| Porto di Arbatax               | Arbatax               | Mar Tirreno        | Turistico, cantieri nautici, noleggio gommoni, charter nautico, traghetti            | 500                             | |
| Porto di Bosa                  | Bosa                  | Mar di Sardegna    | Turistico, pesca                                                                     | 220                             | |
| Porto di Cagliari              | Cagliari              | Canale di Sardegna | Container, officine navali, crociere, pesca, traghetti, commerciale                  | 400                             | |
| Porto di Cala Gonone           | Cala Gonone           | Mar Tirreno        | Turistico                                                                            | 120                             | |
| Porto di Calasetta             | Calasetta             | Mar di Sardegna    | Turistico                                                                            | 150                             | |
| Porto di Cannigione            | Cannigione            | Mar Tirreno        | Turistico, riparazione motori marini                                                 | 80                              | |
| Porto di Capitana              | Quartu Sant'Elena     | Golfo di Cagliari  | Turistico, cantiere nautico, riparazione motori, noleggio gommoni, charter turistico | 550                             | |
| Porto di Carloforte            | Carloforte            | Mar di Sardegna    | Turistico, noleggio imbarcazioni, riparazioni barche                                 | 250                             | |
| Porto di Castelsardo           | Castelsardo           | Mar di Sardegna    | Turistico                                                                            | 550                             | |
| Porto di Golfo Aranci          | Golfo Aranci          | Mar Tirreno        | Traghetti                                                                            | 100                             | |
| Porto di Isola Rossa           | Isola Rossa           | Mar di Sardegna    | Turistico, Riparazione motori                                                        | 400                             | |
| Porto di La Caletta            | La Caletta            | Mar Tirreno        | Turistico, peschereccio, motonavi turistiche                                         | 500                             | Nell'anno 1992 ha ospitato la tratta Civitavecchia-La Caletta che trasportava passeggeri e auto con traghetti di tipo SeaCat. |
| Porto di La Maddalena          | La Maddalena          | Mar Tirreno        | Traghetti, turistico                                                                 | 140                             | |
| Porto di Olbia                 | Olbia                 | Mar Tirreno        | Traghetti, Commerciale, Crociere                                                     | 270                             | |
| Porto di Oristano              | Oristano              | Mar di Sardegna    | Industriale, turistico                                                               | 405                             | |
| Porto di Palau                 | Palau                 | Mar Tirreno        | Turistico                                                                            | 400                             | |
| Porto di Perd'e Sali           | Sarroch               | Golfo di Cagliari  | Turistico, noleggio gommoni, charter turistico                                       | 256                             | |
| Porto di Porto Cervo           | Porto Cervo           | Mar Tirreno        | Turistico, riparazioni barche                                                        | 700                             | |
| Porto di Porto Rotondo         | Porto Rotondo         | Mar Tirreno        | Turistico                                                                            | 800                             | |
| Porto di Porto Torres          | Porto Torres          | Mar di Sardegna    | Commerciale, industriale, turistico, traghetti                                       | 400                             | |
| Porto di Portoscuso            | Portoscuso            | Mar di Sardegna    | Turistico, cantiere nautico, noleggio gommoni                                        | 395                             | |
| Porto di Santa Maria Navarrese | Santa Maria Navarrese | Mar Tirreno        | Turistico                                                                            | 375                             | |
| Porto di Santa Teresa Gallura  | Santa Teresa Gallura  | Mar di Sardegna    | Traghetti, turistico                                                                 | 700                             | |
| Porto Foxi                     | Sarroch               | Canale di Sardegna | Industriale, commerciale                                                             | 300                             | |
| Porto di Stintino              | Stintino              | Mar di Sardegna    | Turistico, cantiere navale                                                           | 320                             | |
| Porto di Villasimius           | Villasimius           | Mar Tirreno        | Turistico                                                                            | 840                             | |

### Sicilia
| Nome                      | Località         | Mare/Fiume/Lago  | Tipo                                 | Posti barca del porto turistico                | Note   |
| ------------------------- | ---------------- | ---------------- | ------------------------------------ | ---------------------------------------------- | ------ |
| Porto di Augusta          | Augusta          | Mar Ionio        | Commerciale                          | 100 (Porto Megarese) 80 (Porto Xifonio)        |        |
| Porto di Bonagia          | Bonagia          | Mar Mediterraneo | Peschereccio, turistico              | 200                                            |        |
| Porto di Capo d'Orlando   | Capo d'Orlando   | Mar Tirreno      | Turistico                            | 600                                            |        |
| Porto di Catania          | Catania          | Mar Ionio        | Commerciale, peschereccio, turistico | 300                                            |        |
| Porto di Favignana        | Favignana        | Mar Mediterraneo | Commerciale, peschereccio, turistico | 100 (ca.)                                      |        |
| Porto Isola di Gela       | Gela             | Mar Mediterraneo | Commerciale                          | 120                                            |        |
| Porto Rifugio di Gela     | Gela             | Mar Mediterraneo | Commerciale                          |                                                |        |
| Porto di Lampedusa        | Lampedusa        | Mar Mediterraneo | Commerciale, peschereccio, turistico | 100 (ca.)                                      |        |
| Porto di Licata           | Licata           | Mar Mediterraneo | Commerciale, peschereccio, turistico | 394                                            | [ 66 ] |
| Porto di Marina di Ragusa | Marina di Ragusa | Mar Mediterraneo | Turistico                            | 723                                            | [ 67 ] |
| Porto di Marsala          | Marsala          | Mar Mediterraneo | Commerciale, peschereccio, turistico | 236                                            |        |
| Porto di Marzamemi        | Marzamemi        | Mar Ionio        | Peschereccio, turistico              | 150 (Porto Fossa) 50 (Porto della Balata)      |        |
| Porto di Mazara del Vallo | Mazara del Vallo | Mar Mediterraneo | Commerciale, peschereccio, turistico | 400                                            |        |
| Porto di Messina          | Messina          | Mar Ionio        | Commerciale, turistico               | 250                                            |        |
| Porto di Milazzo          | Milazzo          | Mar Tirreno      | Commerciale, turistico               | 160                                            |        |
| Porto di Palermo          | Palermo          | Mar Tirreno      | Commerciale, peschereccio, turistico | 720                                            |        |
| Porto di Pantelleria      | Pantelleria      | Mar Mediterraneo | Commerciale, peschereccio, turistico | 50 porto vecchio (Scauri) 80 porto nuovo       |        |
| Porto di Porticello       | Porticello       | Mar Tirreno      | Turistico                            | 30                                             |        |
| Porto di Porto Empedocle  | Porto Empedocle  | Mar Mediterraneo | Commerciale, peschereccio, turistico | 100                                            |        |
| Porto di Portopalo        | Portopalo        | Mar Ionio        | Peschereccio, turistico              | 448                                            |        |
| Porto di Portorosa        | Portorosa        | Mar Tirreno      | Turistico                            | 680                                            | [ 68 ] |
| Porto di Pozzallo         | Pozzallo         | Mar Mediterraneo | Commerciale, peschereccio, turistico | 150 (porto di servizio) 50 (porto commerciale) |        |
| Porto di Punta Secca      | Punta Secca      | Mar Mediterraneo | Peschereccio, turistico              | 150                                            |        |
| Porto di Riposto          | Riposto          | Mar Ionio        | Peschereccio, turistico              | 590                                            | [ 69 ] |
| Porto di San Leone        | San Leone        | Mar Mediterraneo | Turistico                            | 600                                            | [ 70 ] |
| Porto di San Vito Lo Capo | San Vito Lo Capo | Mar Tirreno      | Peschereccio, turistico              | 400                                            |        |
| Porto di Sciacca          | Sciacca          | Mar Mediterraneo | Peschereccio, turistico              | 600                                            |        |
| Porto di Scoglitti        | Scoglitti        | Mar Mediterraneo | Peschereccio, turistico              | 110                                            |        |
| Porto di Siracusa         | Siracusa         | Mar Ionio        | Commerciale, peschereccio, turistico | 640 (porto Piccolo) 280 (porto Grande)         |        |
| Porto di Terrasini        | Terrasini        | Mar Tirreno      | Turistico                            | 250                                            |        |
| Porto di Trapani          | Trapani          | Mar Mediterraneo | Commerciale, peschereccio, turistico | 200                                            |        |

### Toscana
| Nome                                   | Località                      | Mare/Fiume/Lago | Tipo                                 | Posti barca del porto turistico | Note |
| -------------------------------------- | ----------------------------- | --------------- | ------------------------------------ | ------------------------------- | ---- |
| Porto di Antignano                     | Antignano (Livorno)           | Mar Ligure      | Turistico                            | 160 - 240                       |      |
| Porto di Ardenza                       | Ardenza (Livorno)             | Mar Ligure      | Turistico                            | 266                             |      |
| Porto di Baratti                       | Baratti                       | Mar Ligure      | Turistico                            | ca. 370                         |      |
| Porto di Bocca d'Arno                  | Bocca d'Arno                  | Mar Ligure      | Turistico                            | 354                             |      |
| Porto di Capraia                       | Capraia Porto                 | Mar Ligure      | Turistico                            | 260                             |      |
| Porto di Carbonifera                   | Carbonifera (Piombino)        | Mar Tirreno     | Turistico                            | 150                             |      |
| Porto di Carrara                       | Carrara                       | Mar Ligure      | Commerciale, industriale             | 350                             |      |
| Porto nord di Castiglioncello          | Castiglioncello               | Mar Ligure      | Turistico                            | 70 - 140                        |      |
| Porto sud di Castiglioncello           | Castiglioncello               | Mar Ligure      | Turistico                            | 80                              |      |
| Porto di Castiglione della Pescaia     | Castiglione della Pescaia     | Mar Tirreno     | Turistico, pesca                     | 350                             |      |
| Porto di Cavo                          | Cavo                          | Mar Ligure      | Turistico                            | 318                             |      |
| Porto del Cinquale                     | Cinquale                      | Mar Ligure      | Turistico                            | 240                             |      |
| Porto di Giannutri                     | Giannutri                     | Mar Tirreno     | Turistico                            | ca. 30                          |      |
| Porto di Giglio Porto                  | Giglio Porto                  | Mar Tirreno     | Turistico                            | 196                             |      |
| Porto di Gorgona                       | Gorgona                       | Mar Ligure      | Turistico                            | ca. 15                          |      |
| Porto di Livorno                       | Livorno                       | Mar Ligure      | Commerciale, turistico, industriale  | 120                             |      |
| Porto Nazario Sauro                    | Livorno                       | Mar Ligure      | Turistico                            | 120                             |      |
| Porto di Marciana Marina               | Marciana Marina               | Mar Ligure      | Turistico                            | 115                             |      |
| Porto di Marina di Campo               | Marina di Campo               | Mar Ligure      | Turistico                            | 49                              |      |
| Porto di Marina di Cecina              | Marina di Cecina              | Mar Ligure      | Turistico                            | +100                            |      |
| Porto di Marina di Grosseto            | Marina di Grosseto            | Mar Tirreno     | Turistico                            | 561                             |      |
| Porto di Marina di Salivoli            | Marina di Salivoli (Piombino) | Mar Tirreno     | Turistico                            | ca. 450                         |      |
| Porto di Santa Liberata                | Monte Argentario              | Mar Tirreno     | Turistico                            | ca. 600                         |      |
| Porto di Pianosa                       | Pianosa                       | Mar Tirreno     | Turistico                            | ca. 10                          |      |
| Porto Antico di Piombino               | Piombino                      | Mar Tirreno     | Turistico                            | ca. 80                          |      |
| Porto di Piombino                      | Piombino                      | Mar Tirreno     | Turistico, commerciale, industriale  | 575                             |      |
| Porto di Porto Azzurro                 | Porto Azzurro                 | Mar Ligure      | Turistico                            | 242                             |      |
| Porto di Cala Galera                   | Porto Ercole                  | Mar Tirreno     | Turistico                            | 670                             |      |
| Porto Vecchio di Porto Ercole          | Porto Ercole                  | Mar Tirreno     | Turistico                            | 825                             |      |
| Porto del Valle di Porto Santo Stefano | Porto Santo Stefano           | Mar Tirreno     | Turistico, commerciale, peschereccio | ca. 400                         |      |
| Porto Vecchio di Porto Santo Stefano   | Porto Santo Stefano           | Mar Tirreno     | Turistico                            | ca. 130                         |      |
| Porto di Portoferraio                  | Portoferraio                  | Mar Ligure      | Turistico                            | 70                              |      |
| Porto di Punta Ala                     | Punta Ala                     | Mar Tirreno     | Turistico                            | 885                             |      |
| Porto del Puntone di Scarlino          | Puntone di Scarlino           | Mar Tirreno     | Turistico                            | 757                             |      |
| Porto di Quercianella                  | Quercianella                  | Mar Ligure      | Turistico                            | 60 - 100                        |      |
| Porto di Rio Marina                    | Rio Marina                    | Mar Ligure      | Turistico                            | 206                             |      |
| Porto di Cala de' Medici               | Rosignano Solvay              | Mar Ligure      | Turistico                            | 650                             |      |
| Porto del Circolo Canottieri Solvay    | Rosignano Solvay              | Mar Ligure      | Turistico                            | 130                             |      |
| Porto di San Vincenzo                  | San Vincenzo                  | Mar Ligure      | Turistico                            | 283                             |      |
| Porto di Talamone                      | Talamone                      | Mar Tirreno     | Turistico                            | 40                              |      |
| Porto del Chioma                       | Chioma                        | Mar Ligure      | Turistico                            | + 30                            |      |
| Porto di Viareggio                     | Viareggio                     | Mar Ligure      | Industriale, turistico, pesca        | + 100                           |      |

### Trentino-Alto Adige
| Nome                                        | Località       | Mare/Fiume/Lago | Tipo      | Posti barca del porto turistico | Note |
| ------------------------------------------- | -------------- | --------------- | --------- | ------------------------------- | ---- |
| Porticciolo di Nago-Torbole sul Garda       | Nago-Torbole   | Lago di Garda   | Turistico | 13                              |      |
| Fraglia Vela Riva - Porto di Riva del Garda | Riva del Garda | Lago di Garda   | Turistico | 100                             |      |
| Porto San Nicolò - Canale della Rocca       | Riva del Garda | Lago di Garda   | Turistico | 150                             |      |

### Umbria
| Nome                                | Località                 | Mare/Fiume/Lago | Tipo      | Posti barca del porto turistico                           | Note   |
| ----------------------------------- | ------------------------ | --------------- | --------- | --------------------------------------------------------- | ------ |
| Darsena di Passignano Sul Trasimeno | Passignano sul Trasimeno | Lago Trasimeno  | Turistico | 175                                                       | [ 74 ] |
| Darsena di Torricella               | Passignano sul Trasimeno | Lago Trasimeno  | Turistico | 70                                                        | [ 74 ] |
| Darsena di Tuoro                    | Tuoro sul Trasimeno      | Lago Trasimeno  | Turistico | 120                                                       | [ 74 ] |
| Porto Canale di Punta Navaccia      | Tuoro sul Trasimeno      | Lago Trasimeno  | Turistico | 180                                                       | [ 74 ] |
| Porto di Castiglione del Lago       | Castiglione del Lago     | Lago Trasimeno  | Turistico | 110                                                       | [ 74 ] |
| Darsene di San Feliciano            | San Feliciano            | Lago Trasimeno  | Turistico | 50 (Darsena Nord) 125 (Darsena Sud) 180 (Darsena Trovati) | [ 74 ] |

### Veneto
| Nome                      | Località                      | Mare/Fiume/Lago                                | Tipo                                                                      | Posti barca del porto turistico | Note                                          |
| ------------------------- | ----------------------------- | ---------------------------------------------- | ------------------------------------------------------------------------- | ------------------------------- | --------------------------------------------- |
| Porto Baselenghe Pineda   | Bibione                       | Mare Adriatico                                 | Turistico                                                                 | 400                             |                                               |
| Marina di Campalto        | Campalto                      | Laguna di Venezia, mare Adriatico              | Turistico                                                                 | 200                             |                                               |
| Bragatto                  | Caorle                        | Mare Adriatico                                 | Turistico                                                                 | 50                              |                                               |
| Darsena dell'Orologio     | Caorle                        | Mare Adriatico                                 | Turistico                                                                 | 480                             |                                               |
| Marina 4                  | Caorle                        | Mare Adriatico                                 | Turistico                                                                 | 450                             |                                               |
| Porto Santa Margherita    | Caorle                        | Mare Adriatico                                 | Turistico                                                                 | 870                             |                                               |
| Marina di Cavallino       | Cavallino-Treporti            | Mare Adriatico                                 | Turistico                                                                 | 400                             |                                               |
| Marina del Faro           | Cavallino-Treporti            | Mare Adriatico                                 | Turistico                                                                 | 110                             |                                               |
| Marina Fiorita            | Cavallino-Treporti            | Laguna di Venezia, mare Adriatico              | Turistico                                                                 | 160                             |                                               |
| Vento di Venezia          | Certosa                       | Laguna di Venezia, mare Adriatico              | Turistico                                                                 | 300                             |                                               |
| Brondolo                  | Chioggia                      | Fiume Brenta                                   | Turistico                                                                 | 200                             |                                               |
| Darsena Brenta            | Chioggia                      | Fiume Brenta                                   | Turistico                                                                 | 80                              |                                               |
| La Prima Darsena          | Chioggia                      | Laguna di Venezia                              | Turistico                                                                 | 50                              |                                               |
| Marina del Sole           | Chioggia                      | Laguna di Venezia, fiume Brenta                | Turistico                                                                 | 260                             |                                               |
| Marina di Chioggia        | Chioggia                      | Laguna di Venezia                              | Peschereccio, turistico                                                   | 200                             |                                               |
| Porto di Chioggia         | Chioggia                      | Laguna di Venezia                              | Commerciale, ittico                                                       | 1694                            |                                               |
| Porto San Felice          | Chioggia                      | Laguna di Venezia                              | Turistico                                                                 | 500                             |                                               |
| Porto Fossone             | Chioggia                      | Fiume Adige                                    | Peschereccio, turistico                                                   | 140                             |                                               |
| Romea Yachting Club       | Chioggia                      | Laguna di Venezia                              | Turistico                                                                 | 150                             |                                               |
| Darsena Mosella           | Chioggia-Sottomarina          | Laguna di Venezia                              | Turistico                                                                 | 220                             |                                               |
| Mariclea                  | Eraclea                       | Mare Adriatico                                 | Turistico                                                                 | 187                             |                                               |
| Marina di Cortellazzo     | Jesolo                        | Mare Adriatico                                 | Turistico                                                                 | 124                             |                                               |
| Piave Vecchia             | Jesolo                        | Mare Adriatico                                 | Turistico                                                                 | 1300                            |                                               |
| Porto turistico di Jesolo | Jesolo                        | Mare Adriatico                                 | Turistico                                                                 | 650                             |                                               |
| Marina di Albarella       | Porto Levante                 | Mare Adriatico                                 | Turistico                                                                 | 455                             |                                               |
| Contarina                 | Porto Viro                    | Fiume Po, mare Adriatico                       | Peschereccio, turistico                                                   | 250                             |                                               |
| Marina di Lio Grando      | Punta Sabbioni                | Laguna di Venezia, mare Adriatico              | Turistico                                                                 | 200                             |                                               |
| Marina di Portegrandi     | Quarto d'Altino - Portegrandi | Fiume Sile - Laguna di Venezia, mare Adriatico | Turistico                                                                 | 311                             |                                               |
| Marina San Giorgio        | Venezia                       | Laguna di Venezia, mare Adriatico              | Turistico                                                                 | 70                              |                                               |
| Molo Yacht                | Venezia                       | Laguna di Venezia, mare Adriatico              | Turistico                                                                 | 20                              | Molo da 20 posti per superyacht fino a 100 m. |
| Porto di Lido-San Nicolò  | Venezia                       | Mare Adriatico                                 | Passeggeri, traghetti, turistico                                          | 200                             |                                               |
| Porto di Malamocco        | Venezia                       | Mare Adriatico                                 | Commerciale, petrolifero, petrolchimico                                   | 290                             |                                               |
| Porto di Venezia          | Venezia                       | Laguna di Venezia                              | Passeggeri, traghetti, turistico, commerciale                             | 1180                            |                                               |
| Porto Marghera            | Venezia                       | Laguna di Venezia                              | Passeggeri, traghetti, turistico, commerciale, petrolifero, petrolchimico |                                 |                                               |
| Marina della Giudecca     | Venezia-Giudecca              | Laguna di Venezia, mare Adriatico              | Peschereccio, turistico                                                   | 460                             |                                               |
| Marina Alberoni           | Lido di Venezia               | Laguna di Venezia, mare Adriatico              | Turistico                                                                 | 70                              |                                               |
| Ven Mar                   | Lido di Venezia               | Laguna di Venezia, mare Adriatico              | Turistico                                                                 | 70                              |                                               |
| Darsena Fusina            | Marghera                      | Laguna di Venezia, mare Adriatico              | Turistico                                                                 | 152                             |                                               |
| Darsena Dec               | Mestre                        | Laguna di Venezia, mare Adriatico              | Turistico                                                                 | 400                             |                                               |
| Darsena Milan             | Mestre                        | Laguna di Venezia, mare Adriatico              | Turistico                                                                 | 110                             |                                               |
| Scafo Club                | Mestre                        | Laguna di Venezia, mare Adriatico              | Turistico                                                                 | 340                             |                                               |

## Legislazione
Il codice della navigazione antecedente il 1984 assegnava alle compagnie portuali il monopolio delle attività di carico e scarico, che furono liberalizzate dalla legge n. 84/1994. Quattro anni prima, la Corte di Giustizia Europea aveva rilevato l'antonimia fra la normativa nazionale e il diritto antitrust comunitario, decisione a seguito della quale il Tribunale di Genova autorizzato la disapplicazione della norma italiana in virtù del principio di preferenza.